# Formoterol
Formoterolul este un inhalator - Beta2-agonist - cu durată lungă de acțiune, utilizat în tratamentul astmului. A fost brevetat în 1972 și a intrat în uz medical în 1998. Este disponibil ca medicament generic. Este de asemenea comercializat în formulări combinate budesonid/formoterol și mometazonă/formoterol.